# یواس‌اس کرو (ای‌ام‌سی-۲۰)
یواس‌اس کرو (ای‌ام‌سی-۲۰) (به انگلیسی: USS Crow (AMc-20)) یک کشتی با طول ۸۳ فوت ۲ اینچ (۲۵٫۳۵ متر) بود.